# 전인륜학
Existhos
존재(Existence)와 윤리(Ethos)의 결합, 독창적인 조어로서, 존재와 가치 중심 철학을 강조)
전인륜학(全人倫學, Existhos)은 대한민국의 철학자이자 코치인 최원준이 창안한 새로운 인문학적 학문 체계이자 실천 철학이다. 이 이론은 인간 존재의 의미와 가치를 철학적·심리학적·코칭적 관점에서 종합하여, 삶의 본질을 탐구하고 실천하는 데 목적을 둔다.
아래에서 자세히 보기

## 전인륜학
Existhos
존재(Existence)와 윤리(Ethos)의 결합, 독창적인 조어로서, 존재와 가치 중심 철학을 강조)
전인륜학(全人倫學, Existhos)은 대한민국의 철학자이자 코치인 최원준이 창안한 새로운 인문학적 학문 체계이자 실천 철학이다. 이 이론은 인간 존재의 의미와 가치를 철학적·심리학적·코칭적 관점에서 종합하여, 삶의 본질을 탐구하고 실천하는 데 목적을 둔다.

### 정의
전인륜학은 인간을 ‘존재적 초월을 지향하는 존재’로 규정하며, 존재의 본질적 가치를 탐색하고 실천하는 과정을 학문화한 체계이다. 전통 인륜의 윤리철학과 현대 실존심리학, 죽음학, 코칭이론을 융합하여 구성되었다.
전인+인륜학의 통합 개념으로서 ‘전인(全人)’은 신체·감정·이성·영성·사회적 관계 등을 아우르는 전체적 인간을 의미하며 이는 온전한 나로서의 존재가치 탐색을 우선으로 하고 있다. 또한 ‘인륜학(人倫學)’은 인간관계와 삶의 질서에 대한 철학적 사유를 기반으로 한다.

### 창시자
도휘 최원준(본명: 최원준, 1988년 ~ )이 전인륜학의 창시자이며, 그는 이 학문을 기반으로 전인륜학연구소(블로그)를 설립하고 코칭·교육·출판 등의 실천 활동을 전개하고 있다.
도휘는 대한민국 최초의 ‘밸류에이터(Valuater)’로도 불리며, 인간 존재의 의미와 가치를 분석하고 증진하는 전문 영역을 확립하였다. 그의 대표 저서로는 《취업독설특강》과 비매품인 e-book 들이 있다.
그의 사유들은 그가 팀으로 운영중인 티스토리 블로그에서 자세히 볼 수 있다. https://start-at.tistory.com/

### 구조와 핵심 개념
전인륜학은 아래의 세 가지 핵심 구조를 중심으로 구성된다.

#### 1. 전인륜학 10훈 (十訓)
개인의 자기인식과 성장 과정을 위한 10단계 원칙으로, 다음과 같다:
- 정심(마음 다잡기)
- 정의(목표 설정)
- 정시(현실 직시)
- 정언(언어 정화)
- 정도(가치 방향)
- 정행(실천 계획)
- 정력(에너지 관리)
- 정지(지식과 통찰)
- 정신(믿음과 신념)
- 정자(자원 활용)

#### 2. 존재 초월 6대 갈망
인간의 실존적 본능을 설명하는 6가지 핵심 갈망:
- 존재 자각의 갈망
- 관계적 의미의 갈망
- 삶의 조화적 구조화 갈망
- 생명력 확장의 갈망
- 우연 속 질서 발견의 갈망
- 존재 완성의 갈망

#### 3. 존재 균형 4단계 모델
인간 내면의 자기/타인 인식을 바탕으로 한 실존적 균형 분류:
- 존재 왜소성 (자기부정 - 타인긍정)
- 존재 회의 (자기부정 - 타인부정)
- 존재 우월성 (자기긍정 - 타인부정)
- 존재 조화 (자기긍정 - 타인긍정) ← 최종 목표

### 적용 분야
- 코칭 및 상담: 자아 성찰 기반의 전인 코칭 프로그램
- 교육학: 청소년 및 부모 대상의 진로·삶·가치 중심 교육
- 조직 컨설팅: 조직 구성원의 정체성과 가치를 반영한 리더십 개발
- 실존 예술치료: 감정·감각·몸의 통합을 통한 치유 및 변화 유도
- 죽음학 기반 철학 교육: 죽음을 통해 삶의 본질을 이해하는 철학 수업

### 비판 및 반응
전인륜학은 기존 심리학·철학·코칭학과의 경계를 넘나드는 융합적 시도로 긍정적인 평가를 받는 동시에, 학문적 정립과 체계화에 대한 도전 과제도 안고 있다.
다만 '죽음학적 고찰을 통한 존재 조화'라는 접근은 교육·상담·조직 분야에서 새로운 패러다임을 제시했다는 평을 받고 있다.

### 관련 인물
- 도휘 최원준(1988~) – 전인륜학 창시자, 밸류에이터, 코치, 작가   → 최원준(1988) 문서로 이동

### 관련 문서
- 존재 철학
- 코칭학
- 윤리학
- 죽음학
- 실존주의

### 분류
- 인문학 / 뇌과학 / 죽음학 / 철학 / 심리학 / 코칭학 / 신학문

전인륜학 (全人倫學, Existhos) 에 도휘 최원준이 덧붙이는 말.
“삶을 깨우는 순간, 운명이 바뀐다.” (The moment you awaken life, destiny changes.)
“흔들리는 삶에서, 흔들리지 않는 나로.” (From a wavering life to an unshakable self.)